# Jean-Charles Chapais
Pour les articles homonymes, voir Chapais.
Jean-Charles Chapais, né le 22 décembre 1811 à Rivière-Ouelle et mort le 17 juillet 1885 à Ottawa, est un homme d'affaires et un homme politique québécois. Il est considéré comme l'un des pères de la Confédération canadienne pour sa participation à la Conférence de Québec visant à déterminer la forme du futur gouvernement du Canada.

## Biographie
Né le 2 décembre 1811 à Rivière-Ouelle, il est le fils de Jean-Charles Chapais, marchand, et de Julienne Boucher. De 1824 à 1830, il fréquente le séminaire de Nicolet.
Après ses études, son père lui achète des terres dans le fief de Saint-Denis, qui n'est pas encore un village. Il y construit une grande demeure ainsi qu'un magasin général pour approvisionner les quelques colons. En 1841, est créée la paroisse de Saint-Denis et 4 ans plus tard, en 1845, c'est au tour du village. M.Chapais en sera le premier maire.
Le 30 juin 1846, à l'âge de 35 ans, il épouse Georgina Dionne, fille d'Amable Dionne, important notable de Kamouraska et futur Seigneur de Saint-Roch-des-Aulnaies. Georgina était de 19 ans sa cadette. Ils eurent six enfants: 
1. Georgina Chapais (Georgette), qui est morte célibataire à l'âge de 92 ans.
2. Jean-Charles Chapais Jr., agronome et cofondateur de la première beurrerie-école, à Saint-Denis-de-la-Bouteillerie.
3. Amélie Chapais qui épousa Édouard Barnard, agronome de Varenne et second cofondateur de la beurrerie-école.
4. L'historien Thomas Chapais, qui épousa Hectorine Langevin, fille d'Hector-Louis Langevin, un autre des Pères de la Confédération.

Les deux autres enfants sont morts en bas âge.

### Politique
Agriculteur et marchand prospère, Chapais devint maire du village de Saint-Denis en 1845, puis est élu député conservateur de la pronvice du Canada de Kamouraska en 1851. Il travailla à l'abolition du système seigneurial au Québec et à des réformes des lois sur l'agriculture.
À la suite de la Conférence de Charlottetown en septembre 1864, Chapais participe à la conférence de Québec pour négocier, comme représentant du Canada Est en faveur de plus grands pouvoirs pour les gouvernements provinciaux dans le futur système fédéral canadien.Sa participation lui permet d'être reconnu comme l'un des quatre Canadiens-Français à être père de la Confédération.
Lors de la création de la fédération canadienne en 1867, Chapais devient ministre provincial de l'agriculture. À cette époque, après un scandale dû à des irrégularités électorales dans son comté de Kamouraska, il changea de circonscription pour devenir député de Champlain.
Il est nommé sénateur au Sénat du Canada dans la division De la Durantaye à partir de 1868 et restera sénateur jusqu'à sa mort.

Il est mort le 17 juillet 1885 à Ottawa à l'âge de 73 ans et est inhumé dans l’église Saint-Denis-de-la-Bouteillerie.

## Postérité
La demeure de Jean-Charles Chapais à Saint-Denis-de-la-Bouteillerie est aujourd'hui un musée. 
L'école primaire du village porte son nom.